# Горбатый-Шуйский, Андрей Борисович
Князь Андрей Борисович Горбатый-Шуйский по прозвищу Сучок — воевода, наместник и боярин на службе у Московского князя Василия III и правление Елены Васильевны Глинской при малолетнем Иване IV Васильевиче Грозном.
Один из представителей княжеского рода Горбатых-Шуйских, отрасли князей Шуйских. Рюрикович в XXI поколении, сын князя Бориса Ивановича Горбатого-Шуйского, который удельных прав уже не имел и также состоял на московской службе у Ивана III. Имел братьев, князей: Василия, Фёдора по прозванию «Кузнец» погибшего в 1552 году при взятии Казани, Даниила и Ивана Борисовичей.

## Биография

### Служба Василию III
В Бархатной книге, в «Русской родословной книге» А. Б. Лобанова-Ростовского, в «Истории родов русского дворянства» П. П. Петрова и у М. Г. Спиридова указан с прозванием Сучек.
В 1513 году был наместником Нижнем Новгороде.
В 1514 году воевода Сторожевого полка под Смоленском.
В 1516 и 1519 годах во время русско-литовской войны первый воевода, водил Большой полк от Белой к Витебску против Великого княжества литовского. В 1517 году воевода Передового полка в Вязьме. В 1518—1519 годах участвовал в литовский походах.
В 1520 году упомянут наместником в Вязьме.
В июне 1521 года во время похода крымского хана Мухаммед Гирея на Москву был наместником в Вязьме, после ухода Мухаммед Гирея, в августе отправлен первым воеводою на границу к Угре, откуда велено ему идти к Коломне. В этом же году получил боярство.
В 1523 году ходил против Казанского хана Сахиб Гирея и в устье реки Суры поставил крепость Васильсурск. В мае того же года был послан из Вязьмы к Коломне, где командовал полком правой руки под Голутвиным. В этом же году послан с войском сухим путём из Нижнего Новгорода в Казань.

### Служба Ивану Грозному
В апреле 1549 года принял участие первым воеводою пятого полка в шведском походе
В сентябре 1551 года второй воевода четвёртого Большого полка в походе на Полоцк.
П. Н. Петров в «Истории родов русского дворянства» показывает князя Андрея Борисовича вторым сыном, у которого в свою очередь имелся сын князь Иван Андреевич. По другим, указанным ниже родословным росписям, он являлся старшим сыном и бездетным. Эти данные подтверждаются родословной росписью князей Горбатых-Шуйских поданных в 1682 году в Палату родословных дел и Бархатную книгу.
В. Н. Берх в своём труде отмечает дату кончины боярина, князя Андрея Борисовича — 1532 год.